# Bondone
Bondone é uma comuna italiana da região do Trentino-Alto Ádige, província de Trento, com cerca de 667 habitantes. Estende-se por uma área de 19 km², tendo uma densidade populacional de 35 hab/km². Faz divisa com Bagolino (BS), Tiarno di Sopra, Storo, Magasa (BS), Idro (BS) e Valvestino (BS).